# エロイ・イノス
エロイ・ソンガオ・イノス（英語: Eloy Songao Inos、1949年9月26日 - 2015年12月28日）は、アメリカ合衆国北マリアナ諸島の政治家。共和党党員であり、第8代北マリアナ諸島知事、副知事を歴任した。 ベニグノ・フィティアル知事時代にティモシー・P・ヴィラゴメス副知事が連邦裁で詐欺罪で有罪判決を受け辞任したことを受け、その後任の副知事に選ばれた。イノスは北マリアナ諸島上院で承認され、2009年5月1日に副知事に就任した。残りの任期を務め、さらに2009年11月の選挙で1期全期間務めることになった。

## 経歴

### 私生活
1949年9月26日、サイパン島に生まれる。1967年、地元のマウント・カーメル高校を卒業。その後、1981年にグアム大学で会計学の学位を取得した。その他大学では経営管理も学んでいた。
教育長官リタ・イノスの義理の兄弟にあたり、エロイ自身には5人の子供がいる。

### 職歴
旧太平洋諸島信託統治領の税徴収部で納税管理者を務めていた。また、北マリアナ諸島における大手縫製企業のタン・ホールディングスの元副社長である。第一期サイパン市議会議員に選出され、1990年から1992年までは議長を務めた。
2006年に北マリアナ諸島・フィティアル政権の財務長官に任命され、財務問題に取り組み、2009年まで務めた。

### 副知事時代
2009年4月24日、2006年から副知事を務めていたティモシー・P・ヴィラゴメスが、詐欺罪での有罪判決を受け、辞任を発表した。
北マリアナ諸島連邦憲法には、副知事が欠けたときは、諸島議会上院の承認のもとで知事が代わりの者を任命することが定められている。
当時のベニグノ・フィティアル知事によって、財務長官であったイノスが副知事に任命され、ヴィラゴメスの残りの任期を務めることになった。フィティアルとは旧信託統治領時代から面識があった。イノスは議会から満場一致で承認され、2009年5月1日に副知事に就任した。北マリアナ諸島において、上記の憲法規定が適用された初のケースであった。
2009年11月、当時のフィティアル知事のランニングメイトとして北マリアナ諸島総選挙に出馬した。11月23日の決選投票でフィティアルは知事に再選され、イノスも引き続き副知事を務めることになった。

### 知事就任
2013年2月11日、諸島議会下院において当時のフィティアル知事が汚職や職務怠慢を理由に弾劾決議が可決された。
フィティアルは上院での裁判を前に知事を辞任し、2月20日、憲法規定によって副知事のイノスが知事に就任した。
その後、2014年の知事選で再選された。
知事としてアメリカ本土に滞在中の2015年12月28日に急死。66歳没。

## 参照
1. ↑  Miculka, Cameron (2015年12月29日). “CNMI Gov. Eloy Inos dies”. Pacific Daily News.  オリジナルの2016年10月11日時点におけるアーカイブ。 2016年1月23日閲覧。
2. 1 2  Rabago, Mark (2015年12月29日). “Gov. Eloy Inos Passes Away”. Saipan Tribune. 2015年12月29日閲覧。
3. ↑  https://cgi.marquiswhoswho.com/OnDemand/Default.aspx?last_name=inos&first_name=eloy
4. 1 2 3 4 5 6  Casas, Gemma Q. (2000年5月4日). “New CNMI Lieutenant Governor Confirmed”. East West Center (Marianas Variety News & Views).  オリジナルの2009年10月11日時点におけるアーカイブ。 2015年5月23日閲覧。{{cite news}}:  CS1メンテナンス: 先頭の0を省略したymd形式の日付 (カテゴリ)
5. 1 2 3  Casas, Gemma Q. (2009年9月28日). “Fitial, Inos hold rally”. Marianas Variety.  オリジナルの2009年10月11日時点におけるアーカイブ。 2009年10月11日閲覧。
6. ↑  Dumat-ol Daleno, Gaynor (2009年8月11日). “Marianas educator Rita Inos dies”. Pacific Daily News 2009年8月18日閲覧。 [リンク切れ]
7. ↑  Eaton, Kristi (2000年4月27日). “Villagomez resigns”. Saipan Tribune 2009年10月11日閲覧。
8. ↑  Erediano, Emmanuel T (2013年2月20日). “New governor, lt. governor”. Marianas Variety 2015年5月4日閲覧。
9. ↑  “Commonwealth Election Commission - Election 2014 Results”. 2014年11月30日時点のオリジナルよりアーカイブ。2015年5月3日閲覧。